# Mohori (Blasinstrument)

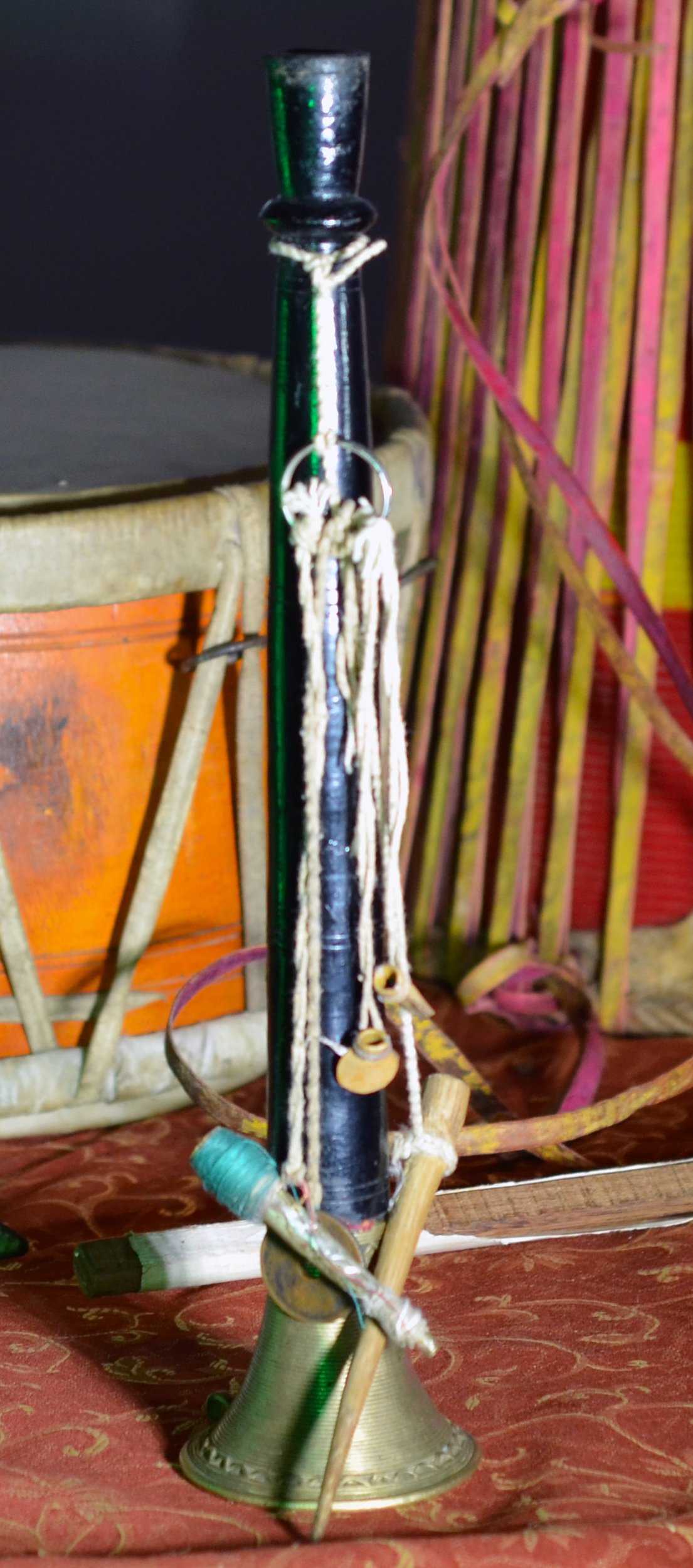
Eine mohori mit einem konischen hölzernen Spielrohr, wie sie beim Tanzdrama Mayurbhanj Chhau im Nordosten Odishas zur Begleitung gespielt wird.

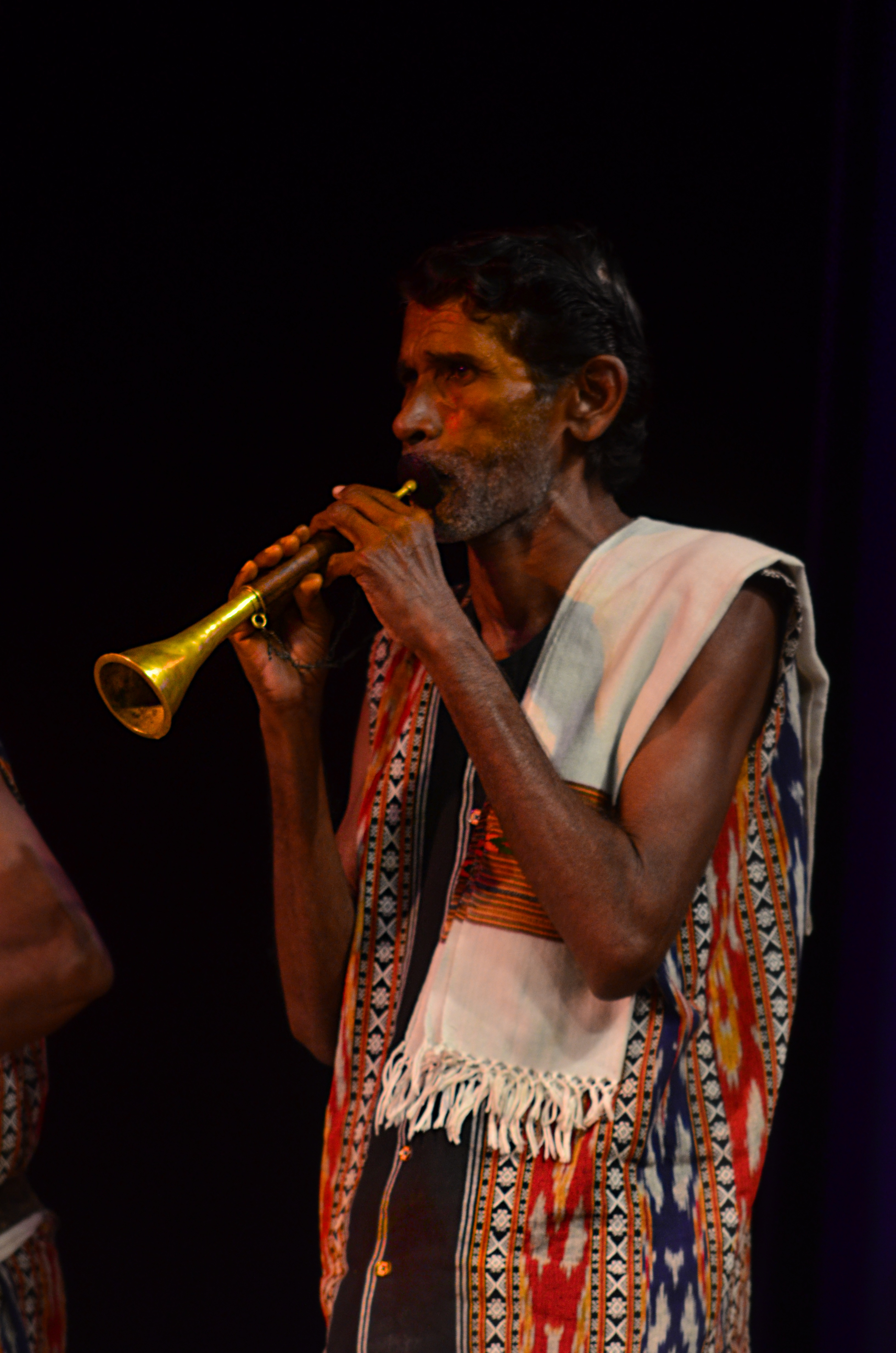
Ein mohori-Spieler im Ensemble panchabadya in Odisha

Mohori, auch mohorī, mahurī, muhuri, bezeichnet mehrere, in der indischen Volksmusik gespielte Doppelrohrblattinstrumente in den zentral- und ostindischen Bundesstaaten Odisha, Madhya Pradesh und Westbengalen. Seit der Zeitenwende sind in Indien aus zwei Spielrohren bestehende Rohrblattinstrumente nachweisbar, die in den nachfolgenden Jahrhunderten bis auf wenige Ausnahmen verschwanden. Der Name mohori geht auf die ältesten indischen Bezeichnungen für Doppelrohrblattinstrumente zurück, Sanskrit mavari und madvari, die zwischen dem 6. bis 9. Jahrhundert erstmals erwähnt werden und den Nachweis erbringen, dass dieser Blasinstrumententyp in Indien einen vorislamischen Ursprung hat. Im islamischen Mittelalter kamen unter arabisch-persischen Namen eingeführte Doppelrohrblattinstrumente (Kegeloboen) und Spielweisen hinzu. Die gesamte Blasinstrumentengruppe wird in Indien zusammenfassend mukhavina genannt.

## Herkunft und Etymologie

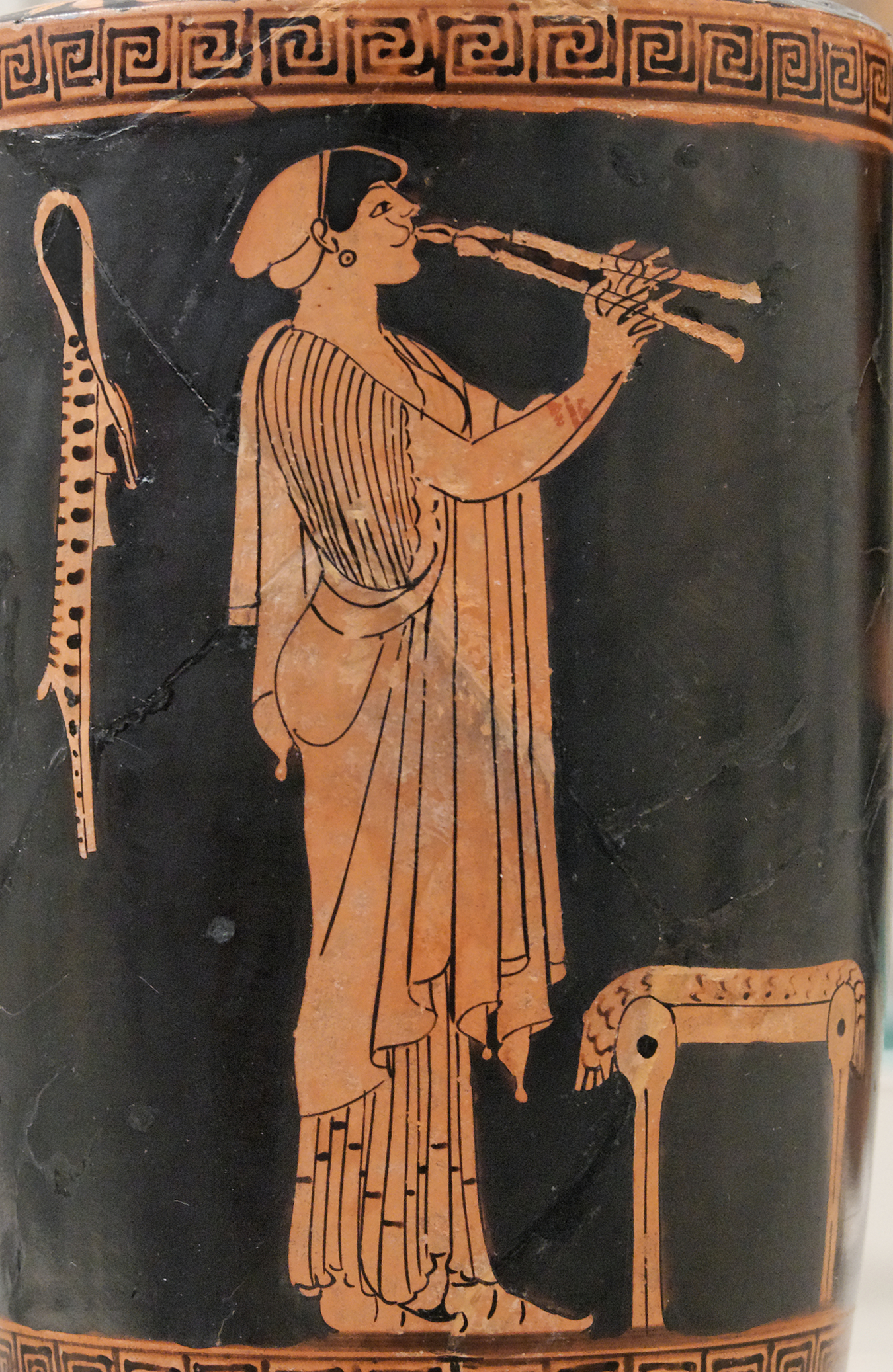
Griechische Aulos-Spielerin. Rotfigurige Vasenmalerei, um 480 v. Chr.

Im östlichen Mittelmeerraum und in Mesopotamien sind Doppelblasinstrumente, die aus zwei gleichzeitig angeblasenen Rohrblattinstrumenten bestehen, weit älter als in Indien. In den Gräbern von Ur in Mesopotamien blieb ein silbernes Doppelblasinstrument aus dem 3. Jahrtausend v. Chr. erhalten. Seit der ägyptischen 18. Dynastie (16. bis 14. Jahrhundert v. Chr.) tauchen doppelte Blasinstrumente häufig auf, die dem Aulos des Antiken Griechenland entsprechen. Aus der Zeit des Indo-Griechischen Königreichs (2./1. Jahrhundert v. Chr.) sind Reliefabbildungen von Musikern mit Doppelblasinstrumenten aus dem südlichen Zentralasien und in der buddhistischen Kunst von Gandhara überliefert. Ähnliche Abbildungen finden sich in Indien am Stupa I von Sanchi (1. Jahrhundert v. Chr.) und im kuschanazeitlichen Mathura (2. Jahrhundert n. Chr.). Folglich scheinen die Rohrblattinstrumente um diese Zeit im Anschluss an die Eroberungen durch Alexander den Großen aus dem Nordwesten nach Indien gekommen zu sein. In Zeugnissen der prähistorischen Indus-Kultur und im vorchristlichen altindischen Schrifttum sind sie nicht erkennbar. Die rituellen und militärischen Aufgabe der mittelalterlichen Blasinstrumente (Kegeloboen, Trompeten) wurden im alten Indien noch von Schneckenhörnern (sankha) übernommen, wie etwa aus der Beschreibung der großen Schlacht in der Bhagavad Gita (entstanden in der zweiten Hälfte des 1. Jahrtausends v. Chr.) hervorgeht. Die in Sanchi dargestellten Blasinstrumente scheinen konisch gewesen zu sein, besaßen jedoch keinen Schallbecher. Auf dem späteren Relief von Mathura sind zwei parallele konische Spielröhren mit Schallbechern zu sehen. Nach der Mitte des 1. Jahrtausends verschwinden die Hinweise auf konische Doppelblasinstrumente in Indien fast vollständig. Heute existieren lediglich in wenigen Regionen doppelte Einfachrohrblattinstrumente eines anderen Typs mit zylindrischen Spielröhren, welche der orientalischen zummara entsprechen. Hierzu gehören in Indien die als Instrument der Schlangenbeschwörer bekannte pungi, die seltene tarpu, die nur vereinzelt in der Volksmusik im westindischen Bundesstaat Maharashtra vorkommt und die mit mohori sprachverwandte mahuvar in Gujarat.
An die Stelle der Abbildungen von Doppelblasinstrumenten im Altertum, von denen zumindest vermutet werden kann, dass sie Rohrblätter besaßen, treten ab dem 9. Jahrhundert schriftliche Quellen, die klar lesbar Doppelrohrblattinstrumente erwähnen. Der vermutlich älteste Text, in dem der Sanskritname mavari, auch madvari, vorkommt, ist die zwischen dem 6. und 8. Jahrhundert – also vor den muslimischen Eroberungen – verfasste Abhandlung Brihaddeshi des Musikgelehrten Matanga. Hierzu gehören die Sanskrit-Bezeichnungen madhukari und madhukali, die in südindischen Sprachen mahudi und magudi entsprechen: regionalen Bezeichnungen für die pungi in Südindien, mit denen das Wort mohori für die nordindische Kegeloboe verwandt ist. Der Instrumentenname mavari (madvari) kommt ebenfalls in den Schriften des Musikgelehrten Nanyadeva (11. Jahrhundert), im musikwissenschaftlichen Werk Sangita-Ratnakara des Sarngadeva (13. Jahrhundert), im Sangit Chintamani des Vema (Vemabhupal, 14. Jahrhundert) und im Abhinava Bharata Sarasangraha von Mummadi Chikkabhupala, einem Autor des 17. Jahrhunderts vor. Zu den auf Kannada schreibenden Dichtern, welche das Blasinstrument mouri nennen, gehören Raghavanka (13. Jahrhundert) in seinem Werk Harishchandra Kavya, Singiraja in Singiraja Puranam (um 1500) und Govindavaidya um 1650 in Kanthirava Narasaraja Vijaya. Der Komponist Purandara Dasa (1484–1564), der als einer der Begründer der südindischen Musik verehrt wird, erwähnt in einigen Liedtexten (Kannada suladi, entsprechend Sanskrit gita) das Wort mouriya.
Die Herkunft des Wortumfeldes von mohori ist unklar. Nach einer vorgeschlagenen Ableitung aus dem Sanskrit ist mavari eine korrupte Form von madhukari und dieses ist aus madhu, „süß“ und kari, „etwas Klingendes“ zusammengesetzt, was auf ein wohlklingendes Blasinstrument verweist. Alternativ leitet B. C. Deva mohori von mori her, das auf Kannada, Hindi und Marathi „Röhre“, „Rinne“ bedeutet und sich auf die Form des Instruments bezieht. Ein vergleichbarer sprachlicher Bezug auf die Form besteht zwischen Sanskrit sushira, „hohl“, und der indischen Klassifizierung von Blasinstrumenten als sushira vadya („hohles Instrument“). Die Khasi, ein indigenes Volk in Meghalaya im Nordosten Indiens, spielen heute die möglicherweise namensverwandte tangmuri, wobei hier muri auf Khasi „Abfluss“ bedeutet. Alastair Dick führt mahvari auf das arabisch Wort mizmar zurück und hält madhukari für eine fälschliche Re-Sanskritisierung hiervon.

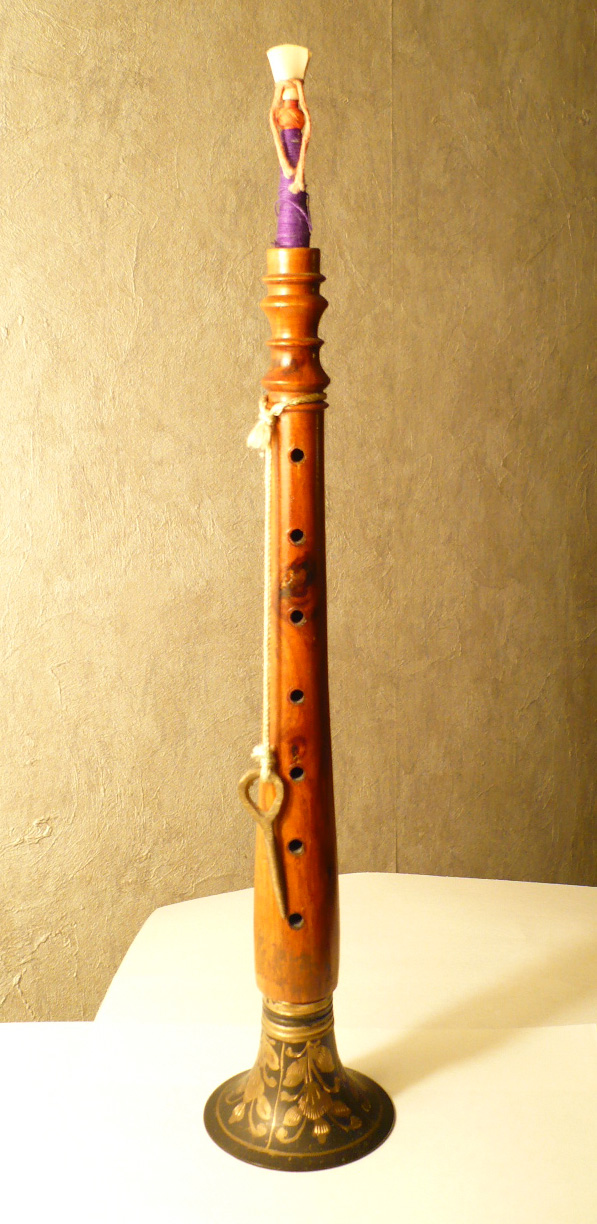
Shehnai

Abgesehen von der in altindische Zeit zurückführenden Spur sind indische Doppelrohrblattinstrumente nach Bauform und Spielweise mit der arabisch-persischen Tradition verbunden. Anfang des 8. Jahrhunderts erreichten die ersten muslimischen Eroberer die nordwestindische Region Sindh. Muslime brachten das arabische Rohrblattinstrument mizmar mit, das zum Militärorchester gehörte. Ab dem 10. Jahrhundert lässt sich das arabisch-persische Palastorchester naubat in arabischen Ländern nachweisen; in der Mogulzeit stellte es einen wesentlichen Bestandteil des höfischen Zeremoniells dar. Zu diesem Orchester gehörten jeweils in größerer Zahl verschiedene Trompeten (karna und nafīr), Kegeloboen (surna, Vorläufer der heutigen shehnai) und große Trommeln (naqqara, nagara). Einer Beschreibung aus dem 16. Jahrhundert zufolge bestand das Zeremonialorchester aus 60 bis 70 Musikern. Es trat zu bestimmten Anlässen, etwa bei der Ankunft hoher Würdenträger, und zu festen Tageszeiten vor Palästen und Mausoleen auf. Die weltliche Tradition im Umkreis der Herrscherhöfe ging in Indien auch in den religiösen Bereich über. So musizieren am Eingang mancher nordindischer Hindutempel Ensembles mit shehnai, sur shehnai (eine Bordun-shehnai) dholak (Fasstrommel) und nagara (paarweise gespielte Kesseltrommel).
Die weit verbreitete Kombination von shehnai und Kesseltrommel geht nach gängiger Auffassung auf eine orientalische Musiktradition zurück und entspricht beispielsweise dem Zusammenspiel von zurna und davul in osmanischen Militärkapellen. Bestätigt wird dieser Zusammenhang für die auch in Indien gepflegte Tradition durch eine Liste verwandter Ausdrücke für Kegeloboen, die ausgehend von der persischen surnai nach Westen über die türkische zurna bis zur mazedonischen zurla und nach Osten über Indien hinaus zur burmesischen hne, kambodschanischen sralai, der sarune bei den Batak, der sruni auf Java und bis zur chinesischen suona vorkommen. Mit dem Wortumfeld surnai verbreiteten sich auch die Namen anderer arabisch-persischer Instrumente der Militärmusikkapellen. Die persische Bechertrommel tombak wurde in Indien zur tumbaki, während die persische kurze Naturtrompete buq in Georgien buki und in Indien bukka hieß. Offensichtlich gelangte das Wort surnai in unterschiedliche Sprachen und Kulturen, was jedoch nicht zwangsläufig eine damit einhergehende Übernahme eines bestimmten Musikinstrumententyps einschließt und auch nicht im Widerspruch zu der Tatsache steht, dass die indische Kegeloboe bereits in vorislamischer Zeit vorhanden war. Die 1970 aufgestellte These, wonach die Kegeloboen shehnai, nadaswaram und mohori ohne indische Vorläufer sind und aus dem mittelalterlichen Nahen und Mittleren Osten stammen, revidierte Nazir A. Jairazbhoy zehn Jahre später.
Zum sprachlichen Umfeld von mohori gehören die in Zentralindien und Nordostindien verbreiteten Doppelrohrblattinstrumente mahuri in Odisha und Westbengalen, mohuri in Madhya Pradesh, mohori in Odisha und Assam, tangmuri bei den Khasi in Meghalaya, mauri dizau in Nagaland, mvahli oder muhali in Nepal und mori in Karnataka.

## Bauform und Spielweise

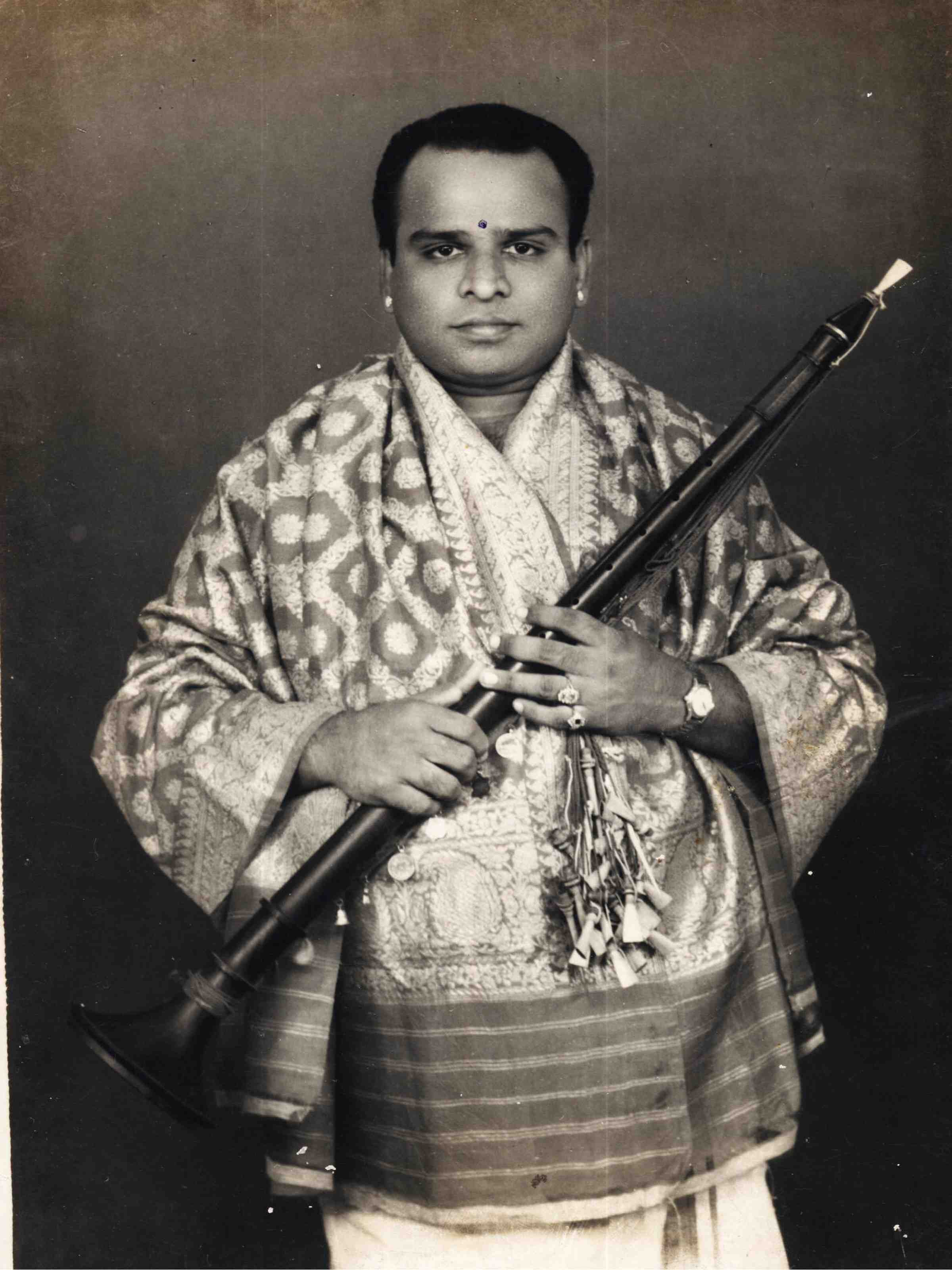
Sivasubramania Pillai (1927–1994), ein klassischer südindischer Musiker mit einer nadaswaram.

### Mavari
Mit dem Wort mavari (mahvari), madvari oder madhukali kommt in mittelalterlichen Sanskrittexten ein Rohrblattinstrument vor, zuerst in Matangas Abhandlung Brihaddeshi. Im Manasollasa, einem von König Someshvara im 12. Jahrhundert verfassten Allgemeinlexikon, wird ein etwa 53 Zentimeter langes Blasinstrument muhuri mit einem sehr wahrscheinlich konischen Spielrohr beschrieben. Dieselben Angaben stehen auch im Sangita-Ratnakara des 13. Jahrhunderts für das dort madhukari genannte Blasinstrument. Diese bestand entweder ganz aus Holz oder besaß einen aus Horn gefertigten Schallbecher. Der untere Durchmesser der Öffnung betrug 3,75 Zentimeter. Die Form ähnelte der im Mittelalter bedeutenden, geraden Metalltrompete kahala. Das Spielrohr besaß sieben Fingerlöcher oben und ein Daumenloch zwischen dem oberen Ende und dem ersten Fingerloch an der Unterseite. Das Mundstück bestand aus einem 7,5 Zentimeter langen Kupferröhrchen mit einer Lippenstütze aus einer Muschelschale oder Elfenbein. Am Ende war ein Rohrblatt aus Schilfgras festgebunden, das für einen angenehmen Klang gesorgt haben soll.

### Odisha
Die in Odisha gespielte mohori, auch mahuri oder sonai, ist etwas größer als die nordindische shehnai und kleiner als die in Südindien gespielte nadaswaram. Nazir A. Jairazbhoy (1970) fand in den 1960er Jahren in der Küstenregion von Odisha zwei unterschiedliche Varianten, die andeuten, dass die mohori zu zwei sich hier begegnenden Musiktraditionen gehört: zu den Volksmusikensembles (baja) von Odisha und der im telugusprachigen Bundesstaat Andhra Pradesh beginnenden südindischen Volkmusikstradition (Telingi baja). Die südindische mohori ähnelt der nadaswaram und besitzt wie diese einen abnehmbaren Schallbecher. Der Schallbecher und das Mundstück bestehen aus Messing. Das dörfliche Ensemble wird von niedrigkastigen, professionellen Musikern gebildet, die neben mohori die Fasstrommeln ghasa (entsprechend der südindischen tavil) und dhol spielen.
Die der nordindischen shehnai-Tradition zugehörige mohori ist kleiner und besteht aus einer außen konischen Holzröhre mit einer nahezu zylindrischen Bohrung und einem aufgesetzten Messingschallbecher. In einem solchen Ensemble spielen beispielsweise zwei mohori mit zwei Rahmentrommeln cangu und zwei Kesseltrommeln nagara zusammen.
Musiker der Pana-Kaste nahe Puri erzählen eine Ursprungslegende der mohori. Während einer Dürreperiode, als der Mahanadi sehr wenig Wasser führte, begab sich Mukunda Deva, der letzte Herrscher eines hinduistischen Königreichs im östlichen Indien an den Ort der heutigen Stadt Prayagraj (Allahabad) am Zusammenfluss von Ganges, Yamuna und dem mythischen unterirdischen Fluss Sarasvati, um durch eine einundzwanzigtägige Meditation zu erreichen, dass Wasser in den Mahanadi abfließt. Zuvor drohte er, alles oder jeden in drei Teile zu zerlegen, was oder wer auch immer ihn bei seiner Meditation stören sollte. Just als der König meditierte, im Jahr 1568, drangen muslimische Truppen unter Akbar nach Oriya vor und verkündeten ihre Ankunft mit einem lauten Tönen der Langtrompete kahali. Mukunda Deva hielt sich an seinen Schwur und zerlegte die Trompete in drei Teile. So erklärt sich, dass die mohori aus drei Teilen besteht, und Jairazbhoy (1970) schloss unter anderem aus der in der Legende angedeuteten Verknüpfung zwischen muslimischer Eroberung und der Form der mohori auf deren Herkunft.
Das in ländlichen Regionen in Ostindien aufgeführte Tanzdrama Chhau wird üblicherweise von einem Ensemble mit der großen Kesseltrommel dhamsa, der Fasstrommel dhol und der shehnai oder mohori als den einzigen Melodieinstrumenten begleitet. Nach einer Beschreibung des Mayurbhanj Chhau, einer Variante des Chhau, die im Nordosten Odishas aufgeführt wird, besteht das Begleitorchester aus den Trommeln dhol, chadchadi (kleine Zylindertrommel), nagada (Kesseltrommel) und dhamsa sowie den Melodieinstrumenten mahuri, tuila (einsaitige Stabzither) und gelegentlich einer bansi (Bambusflöte).
In den Tempeln, die in Odisha nach der Tradition des Shaktismus der Verehrung weiblicher Gottheiten dienen – Sarala (Sarasvati), Karnika Devi oder Mangala Devi, werden bei religiösen Zeremonien Tänze aufgeführt und Lieder zu Ehren Shivas gesungen. Ein bedeutendes religiöses Tanzfest für die breite Masse der Hindu-Gläubigen im Süden Odishas ist danda nata (auch danda jatra). Die begleitenden Ensembles spielen mahuri, khol (zweifellige Tontrommeln) und gini (Zimbeln).

### Mohori aus Bambus in Zentralindien

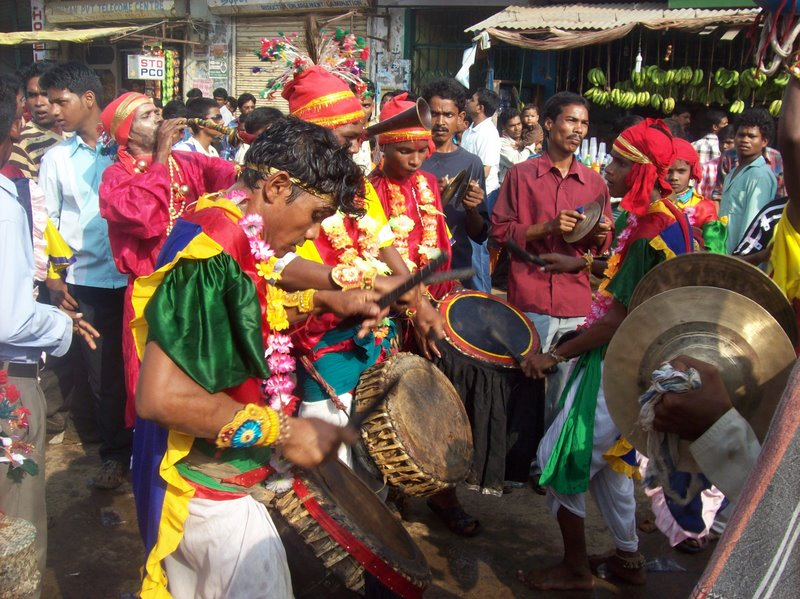
Trommelensemble dulduli baja zur Begleitung des Volkstanzes ghumura. In der Bildmitte zwei Rahmentrommeln tamki, dahinter eine Kesseltrommel tasa, umgeben von Paarbecken jhanj, links im Hintergrund eine mahuri.

Eine Version der mohori in ländlichen Gegenden von Odisha mit einem Spielrohr aus Bambus und einem Schallbecher aus Messing oder Bronze stellt entweder eine parallele Entwicklung zur hölzernen mohori oder eine „abgefallene“ (einfacher nachgebaute) Version von jener dar. Sie besteht aus drei zylindrischen Bambusröhren mit unterschiedlichen Durchmessern, die so ineinandergeschoben sind, dass sich aus der Abstufung eine angenähert konische Bohrung ergibt. Diese mohori wird zur Begleitung von Volkstänzen und bei Dorffesten eingesetzt.
Gelegentlich wird das Spielrohr aus zwei unterschiedlich großen Bambusröhren gefertigt, die ineinandergesteckt eine einmal abgestufte Bohrung ergeben. Eine Form der mohuri in Madhya Pradesh und Odisha, die auch sonai genannt wird, hat eine einteilige, zylindrische Bambusröhre mit sieben Fingerlöchern und einen aufgesetzten Messingschallbecher. Die Musiker gehören häufig zu den Dom, einer Kaste von Handwerkern, Bauern und Trommlern oder anderen niedrigen Kasten. Sie stellen die Spielröhren aus Bambus selbst her und kaufen die Messingschallbecher von Handwerkern, die sie auf Märkten in Kleinstädten anbieten.
In einem dulduli (baja) genannten Ensemble im Westen Odishas, das einfache, aber kraftvoll und schnell gespielte Rhythmen mit den Fasstrommeln dhol und mandal, der Kesseltrommel tasha (auch nissan), der Rahmentrommel tamki und den Paarbecken jhanj (auch kastal, alternativ die Rassel jumka) produziert, ist die mohuri (oder muhuri) das einzige Melodieinstrument und gilt als Leiter („guru“) des Ensembles. Die hierfür verwendete muhuri ist aus einem fünf Zentimeter langen Anblasröhrchen, einem etwa 18 Zentimeter langen Spielrohr aus Bambus und einem etwa zehn Zentimeter langen Schallbecher aus Messing oder Bronze zusammengesetzt.
Das bei traditionellen Anlässen in Dörfern auftretende dulduli-Ensemble heißt auch ganda baja, weil es dort ausschließlich aus Mitgliedern der unteren Kaste Ganda (auch Pano) besteht. Ein anderer Name des Ensembles, panchabadya, verweist auf die fünf (panch) verschiedenen Musikinstrumente, aus denen es idealerweise besteht. Die große Fasstrommel dhol gibt den Rhythmus vor, während die mahuri die Aufgabe hat, wahlweise die launische Stimme einer verführerischen Frau oder das verzweifelte Rufen einer Frau nach ihrem verstorbenen Kind zu imitieren. Entsprechend ausdrucksstark sollten die schrillen Töne der mohuri erklingen.
Bevor die Ganda-Musiker ihr Spiel beginnen, halten sie für ihre Musikinstrumente eine Weihezeremonie ab. Der Einsatz der Instrumente wiederum kann der Verehrung (puja) der Götter dienen. Die Trommeln gelten als geeignet, bei Tempelritualen eine Trance herbeizuführen.

### Andere Regionen
In Nepal sind die meisten Musikinstrumente bestimmten Kasten zugeordnet und werden nur von diesen gespielt. Die Damai sind eine Kaste von Schneidern und Musikern auf der untersten Sozialstufe. Sie spielen im Auftrag verschiedener Ethnien zur Unterhaltung bei Hochzeiten mit diversen Trommeln, der Kegeloboe shehnai und gebogenen Trompeten (narsimga). Bei religiösen Anlässen spielt ein Damai die Kesseltrommel nagara zusammen mit einem Angehörigen der Kusle-Kaste, der auf der Kegeloboe muhali bläst. Die Kusle treten nur für Newar auf.
In Assam gibt es neben der hölzernen tangmuri der Khasi eine mohori mit einem Spielrohr aus Bambus und sechs anstelle der in Zentralindien üblichen sieben Fingerlöchern.